# Philereme instabilis
Philereme instabilis är en fjärilsart som beskrevs av Alphéraky 1883. Philereme instabilis ingår i släktet Philereme och familjen mätare. Inga underarter finns listade i Catalogue of Life.